# Pod włos
Pod włos (ang. Bad Hair Day) – amerykański film komediowy z kanonu Disney Channel Original Movies. W rolach głównych Laura Marano z serialu Austin i Ally oraz Leigh-Allyn Baker z serialu Powodzenia, Charlie!. Premiera filmu odbyła się 13 lutego 2015 na amerykańskim Disney Channel, natomiast w Polsce pojawił się 23 maja 2015 na antenie Disney Channel.

## Fabuła
Monica (Laura Marano) chce zostać królową licealnego balu. Jednak jej idealny dzień psuje się, gdy w dzień balu Monica spostrzega, że ma „dzień złych włosów”, a jej balowa suknia jest zniszczona. Postanawia jej pomóc policjantka (Leigh-Allyn Baker), która w międzyczasie szuka złodzieja drogiego naszyjnika.

## Obsada
- Laura Marano jako Monica Reeves
- Leigh-Allyn Baker jako Liz Morgan
- Christian Campbell jako Pierce Peters
- Kiana Madeira jako Sierra, najlepsza przyjaciółka Moniki
- Christian Paul jako Ed, były partner Liz
- Alain Goulem jako pan Reeves, ojciec Moniki
- Jake Manley jako Kyle Timmons, chłopak Moniki
- Zoe De Grande Maison jako Ashley Mendlebach
- Susan Almgren jako szef Edna Morgan, szefowa policji i matka Liz

## Wersja polska
W wersji polskiej udział wzięli:
- Magdalena Wasylik – Monica
- Anna Gajewska – Liz
- Dariusz Odija –
  - Ochroniarz,
  - Egzaminator
- Cezary Kwieciński – Ojciec Moniki
- Aleksandra Kowalicka – Sierra
- Jakub Szydłowski – Ed
- Krzysztof Szczepaniak – 
  - Kyle,
  - Brayden
- Janusz Kruciński – Pierce
- Olga Kalicka – Ashley
- Agata Pruchniewska –
  - Kobieta z DMV,
  - Recepcjonistka,
  - Ekspedientka,
  - Szefowa
- Wojciech Paszkowski – Antykwariusz
- Artur Kaczmarski – Policjant
- Krzysztof Cybiński –
  - Arnie,
  - Tommy

i inni
Wersja polska: SDI Media Polska

Reżyseria: Wojciech Paszkowski

Tłumaczenie: Anna Wysocka

Montaż: Magdalena Waliszewska
Lektor tytułu: Artur Kaczmarski

## Piosenki
- „Rooftop" - Skylar Stecker
- „For the Ride” - Laura Marano
- „Colorful World” - Shayna Rose
- „All Over The World” - The Fooo Conspiracy
- „Happy Place” - Oh, Hush! feat. Hanna Ashbook
- „Nuthin'” - Lecrae (ta piosenka była wykorzystywana do amerykańskich zwiastunów)